# 小菊釘蚜蟲
小菊釘蚜蟲（学名：Capitophorus takahashi）为常蚜科釘毛蚜屬下的一个种。